# シンディ・セラノ
シンディ・セラノ（英語: Cindy Serrano、1982年5月8日 - ）は、プエルトリコの元プロボクサー。元WBO女子世界フェザー級王者。女子世界7階級王者のアマンダ・セラノは妹。

## 来歴
2003年9月12日、アメリカ・デラウェア州ドーバーにてKathy Rodriguez戦でプロデビューし判定勝利。
デビュー12連勝の後、Rhonda LunaとのWIBA世界フェザー級王座決定戦に臨むが、引き分けで王座獲得ならず。
その後3連勝し、ミッシー・フィオレンティーノが持つWBC女子北米スーパーフェザー級王座に挑むが、判定負けでまたしても王座獲得ならず。
2008年1月11日、レイラ・マッカーターとの再起戦も敗れ連敗。
2011年10月1日、フランスでアン＝ソフィー・マシスが持つWIBA・WBF、及び空位のWIBF世界ウェルター級王座に挑むが、0-3判定負け。
2012年4月27日、スウェーデンでミカエラ・ローレンと対戦も0-3判定負けで6戦未勝利となってしまった。
2012年8月11日、Kerri Hillに3-0判定を制し5年半ぶりの勝利。
2016年12月10日、地元プエルトリコにてCalista SilgadoとのWBO女子世界フェザー級王座決定戦に臨み、2-0判定で勝利し世界王座獲得。妹アマンダとともにメジャー団体初の姉妹世界王者となった。
2017年5月13日、Paola Torres相手に初防衛戦を行い、3-0判定で勝利し初防衛成功。
2017年10月14日、Edina Kiss相手にノンタイトルを2-1判定で勝利。
2018年10月20日、ボストンのTDガーデンにてケイティー・テイラーが持つWBA・IBF女子世界ライト級王座に挑戦するが、3者とも90-100のフルマーク判定で敗れ2階級制覇はならなかった。
2018年限りで現役引退。

## 獲得タイトル
- WBO女子世界フェザー級王座